# Valeri Meladze
Valeri Shotáyevich Meladze (nombre real — Valerian Shotáyevich Meladze; en georgiano: ვალერი შოთას ძე მელაძე; nació el 23 de junio de 1965, Batumi, RSSA de Ayaria, RSS de Georgia, URSS) — cantante de Rusia, miembro de la dirección de la Unión Internacional de los hombres del arte de variedades, Artista emérito de la Federación Rusa (2006), Artista popular de la República de Chechenia (2008).

## Biografía
Valeri Meladze nació el 23 de junio de 1965 en Batumi en el pueblo de obreros. Sus padres no tenían relación con la música: sus abuelos y padres trabajaban como ingenieros. Aquí se graduó de la escuela de música (clase de piano).
En el año 1989 se graduó del Instituto Nikolayo de Construcción Naval Almirante Makarob de la especialización de «Ingeniero Mecánico para Plantas de Energía de Buque».
En 1989 junto con su hermano mayor Konstantín Meladze formó parte del grupo «Dialog» que abandonó en 1993. En 1992 actuó por primera vez con un solo de la canción «No me perturbes el alma, violín» (en ruso: «Не тревожь мне душу, скрипка»), en los límites del programa del concierto «La Tarde de Estrellas», dedicado a la próxima Olimpiada de invierno en Alberville. Desde su inicio hasta la actualidad, el autor de la letra, música y arreglos de todas sus canciones ha sido Konstantín Meladze. En 1993 actuó en Kíev en el festival de las flores de «Roxolana». Después el productor Yevgueni Frídland acuerda un contrato con Valeri. En diciembre de 1993 por invitación de Ala Pugachova acepta ser parte de su «reunión de navidad» con su canción «Limbo».
En 1994 sostuvo la tesis a la competencia del grado académico del candidato de las ciencias por el tema «La intensificación de los procesos de cambio en el filtro yonito con la capa pseudovibrolíquida del catión».
En 1995 lanzó su primer álbum como solista titulado «Sera» (en ruso: «Сэра»), de inmediato lo llevó a la fama. En 1996 lanzó su segundo álbum como solista «El Último Romántico» (en ruso: «Последний Романтик»), llamado así en honor al pianista virtuoso Vladimir Horowitz por su videograbación de 1987. Seis meses después de la salida de su segundo álbum tuvieron lugar dos conciertos en el Estadio Olimpiski.
En 1997 tenía que actuar en el concurso de «Eurovisión» con la canción «Primadonna», pero estuvo enfermo y en lugar de él actuó Ala Pugachova. Obtuvo el puesto número 15.
En 1998 lanzó su tercer álbum como solista titulado «Samba de la Polilla Blanca» (en ruso: «Самба Белого Мотылка»). En 1999 lanzó el cuarto titulado «Todo es y era así» (en ruso: «Всё Так и Было»). En 2003 lanzó el quinto titulado «Dicha» (en ruso: «Нега»).
En 2005 pasa a formar parte del jurado de la competición internacional de jóvenes cantantes de música popular «Nueva Ola». En 2007 se hizo el productor musical de la «Fábrica de las estrellas-7» con su hermano Konstantín Meladze.
A finales del 2008 lanzó su siguiente álbum «Contra» (en ruso: «Вопреки»). Para promover el álbum el cantante dio un concierto en el Estadio Olimpiski.
Desde el año 2012 es el presentador del programa «La Batalla de los Coros». En 2013 es invitado a la competición musical «Quiero a VIA Gra», en el cual cantó un dueto con uno de los grupos semifinalistas.
En 2015 en honor al aniversario de sus 50 años, el centro de producción musical Velvet Music le hizo entrega de un álbum de sus canciones, que fueron cantadas por sus artistas asociados.

## Vida personal
- Exesposa: Irina Meladze (Malujina). Valeri e Irina se casaron en marzo de 1989.[4] Para recibir el registro de matrimonio oficial de Moscú tuvieron que organizar un divorcio ficticio y se casaron de nuevo en 1998.[11] Para el 2012 la relación entre ambos ya había prácticamente terminado. El 21 de enero de 2014 mediante la parcela de la corte mundial N° 199 de la capital del distrito de Kuntsevo se le concedió la demanda de divorcio a Valeri Meladze de su esposa Irina.[12]
  - Tuvo un hijo en 1990, el cual murió diez años después de su nacimiento.[13][14]
  - Hija Inga (nacida el 7 de febrero de 1991).
  - Hija Sofia (nacida el 18 de mayo de 1999).
  - Hija Arina (nacida el 7 de diciembre de 2002).[15]
- Relación con Albina Dllanavaeba,[4] excantante del grupo de pop femenino «VIA Gra».
  - Hijo Konstantín[4] (nacido el 26 de febrero de 2004[16]), nació cuando Meladze aún se encontraba casado con su esposa Irina.
  - Hijo Luka[17] (nacido el 2 de julio de 2014).[18]

## Discografía

### Álbumes de estudio
| Sera - Lanzado en: 1995                           |
| El Último Romántico - Lanzado en: octubre de 1996 |
| Samba de la Polilla Blanca - Lanzado en: 1998     |
| Todo es y era así - Lanzado en: 1999              |
| Dicha - Lanzado en: 2003                          |
| Contra - Lanzado en: 2008                         |